# كريل أشوك
ايفوزي أشوك أو كريل أشوك (الاسم العلمي:Thysanoessa spinifera) هو نوع من الحيوانات البحرية يتبع جنس ايفوزي مهدب من فصيلة الايفوزية.